# ناثان ساعتجي
ناثان ديفيد ساتشي (بالإنجليزية: Nathan Saatchi) ولد (24 ديسمبر 1907 - 2000) هو رجل أعمال بريطاني من أصل عراقي، وكان تاجر منسوجات انتقل من بغداد إلى لندن.
ولد ناثان ساتشي في عائلة يهودية من الطبقة المتوسطة في 24 ديسمبر 1907 في العراق.
في عام 1936 ، تزوج من ديزي عزير، وأنجبا أربعة أبناء، من بينهم موريس ساتشي وتشارلز ساتشي.